# Heaven and Hell (Odaát)
A Heaven and Hell az Odaát című televíziós sorozat negyedik évadjának tizedik epizódja.

## Cselekmény
Mikor Castiel és Uriel magukkal akarják vinni Annát, hogy aztán megöljék -mivel állításuk szerint "nem ártatlan"-, a Winchester fivérek és Ruby nekik esnek, ám a két angyal mindhármukon felülkerekedik. Ekkor azonban hatalmas villanás borítja el a kis erdei faházat, Castiel és Uriel pedig csak úgy eltűnik. Dean és Sam néhány pillanattal később megpillantanak egy különös, vérrel festett jelet a falon, ekkor jönnek rá, hogy ezt valamiféleképpen Anna tette, ám azt ő sem tudja, hogyan, csak annyit közöl: "jó messzire küldte őket".
Mivel tudják, hogy az angyalok előbb-utóbb visszatérnek, mind a négyen a külföldön tartózkodó Bobby roncstelepének pánikszobájába húzzák meg magukat. Mivel Anna aktájában különös dolgokat találnak, a fiúk a helyszínre hozzák a korábban megvakult Pamela Barnest, aki médiumi képességével elaltatja a lányt, majd felidézi benne korábbi életét.
Ébredése után Anna közli, hogy most már tudja, ki is ő valójában: egykor Isten egyik angyala volt, ám megtagadta feljebbvalói parancsait, és emberré változott. Mindez 1985 márciusában történt -9 hónappal azelőtt, hogy anyja terhes lett-, amikor két meteort is észleltek Ohio államban. Anna szerint azonban ezek nem meteorok voltak, hanem az egyik ő maga, a másik pedig angyali lelke, amit most meg kell találnia, hogy újra angyal lehessen. A négyfős csapat rá is talál egy különleges tölgyfára, ahová a lélek csapódhatott, ám azt már nem találják ott, valaki ugyanis elvitte.
Éjszaka Anna megköszöni Deannek, amiért azok megmentették az életét, néhány perccel később pedig Dean Impalájának hátsó ülésén szerelmeskednek egymással. Később Ruby eltűnik, mialatt pedig Dean alszik, a fiú álmában megjelenik Uriel -akinél valójában van Anna angyali lelke egy kis üvegben-, és közli vele: vagy átadja neki és Castielnek a lányt, vagy visszaküldik Deant a Pokolba.
Dean a fenyegetés miatt elárulja hollétüket a két angyalnak, akik másnap reggelre a helyszínre is érkeznek, ám ekkor két démon és Alastair is megjelenik, méghozzá Ruby-t fogolyként hurcolva. Castiel és Uriel harcba szállnak a három démonnal, ezt kihasználva Anna pedig megszerzi Urieltől angyali lelkét, így az visszaszáll belé. Ekkor a környéket hatalmas villanás rázza meg, és Anna a három démonnal együtt eltűnik, csupán a Ruby-től korábban elvett tőr marad hátra.
Castiel és Uriel ezután elhagyják a helyszínt, előtte Dean azonban még közli velük, hogy az ő ötletük volt, hogy Ruby segítségével egymásnak ugrasszák a démonokat és az angyalokat.
A történtek után Dean és Sam megállnak az egyik út mellett autójukkal, hogy igyanak egy kicsit, ekkor pedig szóba kerül Alastair, Dean pedig megrázó élményét elmeséli öccsének: amíg idefenn 4 hónap telt el, Dean a Pokolban 40 évet szenvedett végig Alastair jóvoltából, amikor pedig a démon üzletet ajánlott neki, előbb-utóbb a fájdalom hatására elfogadta az ajánlatát; 10 éven át ő kínozta az emberek lelkeit, amíg az angyalok ki nem mentették onnan…

## Természetfeletti lények

### Démonok
A démonokat a folklórban, mitológiában és a vallásban egyaránt olyan természetfeletti lényként, gonosz szellemként írják le, melyeket meg lehet idézni, és irányítani is lehet. Közeledtüket általában elektromos zavarok jelzik, maguk mögött pedig ként hagynak.

### Angyalok
Az angyalok Isten katonái, aki időtlen idők óta védelmezik az emberiséget. Eme teremtményeknek hatalmas szárnyaik vannak, emberekkel azonban csak emberi testen keresztül képesek kapcsolatba lépni, ugyanis puszta látványuk nemcsak az emberek, de még a természetfeletti lények szemét is kiégetik, hangjuk pedig fülsiketítő. Isteni képességük folytán halhatatlanok.

## Időpontok és helyszínek
- 2008. november

– Sioux Falls, Dél-Dakota
– Union, Kentucky

## Zenék
- Bad Company – Ready For Love

## Külső hivatkozások
- Supernatural-Heaven and Hell az Internet Movie Database oldalon (angolul)